# Komuna e Zall-Bastarit
Komuna e Zall-Bastarit är en kommun i Albanien.   Den ligger i prefekturen Qarku i Tiranës, i den centrala delen av landet, 15 km nordost om huvudstaden Tirana.
Trakten runt Komuna e Zall-Bastarit består till största delen av jordbruksmark.  Runt Komuna e Zall-Bastarit är det tätbefolkat, med 570 invånare per kvadratkilometer.